# خافيير بايز (لاعب كرة قاعدة)
خافيير بايز (مواليد 1 ديسمبر 1992) هو لاعب كرة قاعدة بورتوريكي يلعب في نادي ديترويت تايجرز.